# San Domenico di Varzo
San Domenico is een plaats (frazione) in de Italiaanse gemeente Varzo in de provincie Verbano-Cusio-Ossola (Piëmont).
Het dorp ligt op een hoogte van 1420 meter in het Val Cairasca aan de voet van de markante Pizzo Diei (2906 m). 's Winters wordt er veel geskied op de pistes van de Alpe Ciamporino. In het zomerseizoen is het een geliefd beginpunt voor wandelingen naar het natuurpark Alpe Veglia en beklimming van de Pizzo Diei.

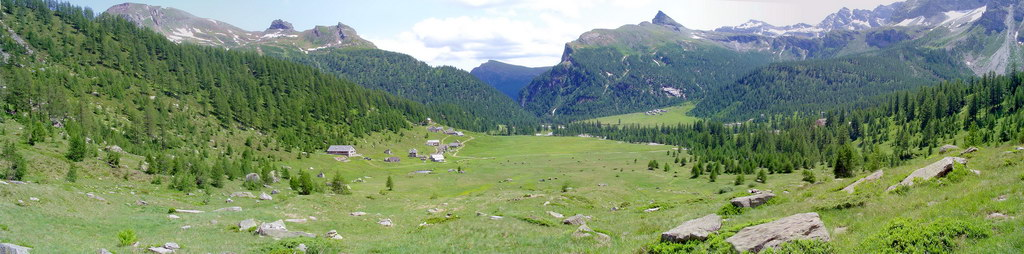
Landschap bij San Domenico